# Analfabetyzm
Analfabetyzm (gr. ἀναλφάβητος nieznający liter) – w rozumieniu popularnym brak umiejętności pisania i czytania oraz wykonywania czterech podstawowych działań matematycznych u osób dorosłych, tj. według kryteriów UNESCO – powyżej 15. roku życia. Osoby nieposiadające takich umiejętności nazywane są „analfabetami”.
Procesem zmniejszającym analfabetyzm poprzez nauczanie analfabetów posługiwania się pismem oraz drukiem jako środkami komunikacji jest alfabetyzacja.

Odsetek ludności umiejącej pisać i czytać na świecie (2007)

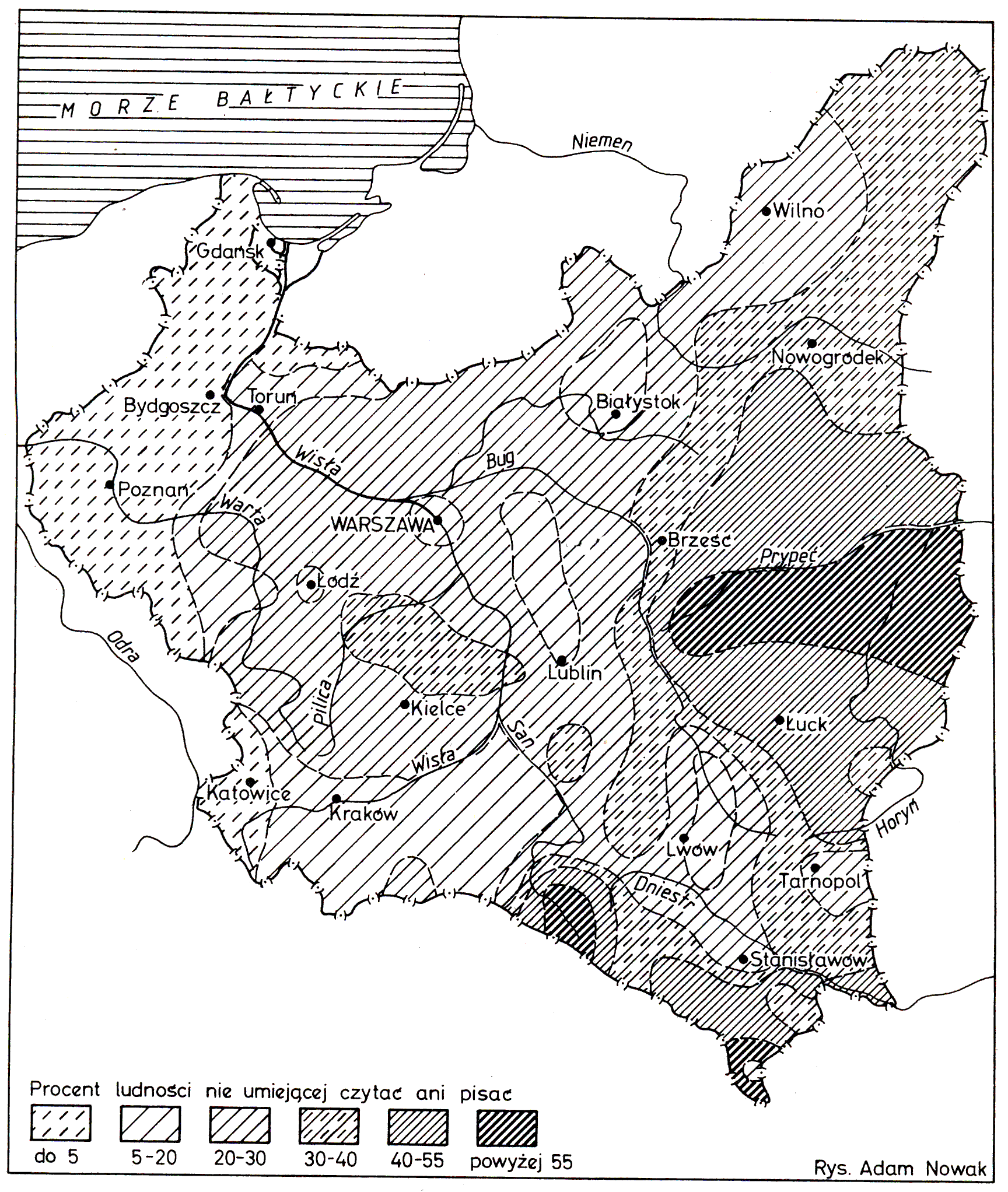
Analfabetyzm w Rzeczypospolitej Polskiej międzywojennej (1931)

## Analfabetyzm na świecie
Kryteria statystyczne są niejednolite i nieprecyzyjne. Jako liczbę analfabetów, zwykle przyjmuje się liczbę osób bez określonego w danym kraju, minimalnego poziomu szkolnej edukacji, np. bez szkoły podstawowej, lub np. bez ukończonych jej czterech pierwszych klas. W praktyce oznacza to, że imigrant, także absolwent uczelni, po przeniesieniu się na stałe do innego kraju, jeśli nie zadbał o uznanie tu swej edukacji, w statystyce zostanie ujęty jako analfabeta.
W krajach Trzeciego Świata problem analfabetyzmu sięga kilkunastu, a nawet kilkudziesięciu procent mieszkańców. Obecnie szacuje się, że w Europie jest 3% analfabetów, w Ameryce Pd. – 15%, w Azji – 33%, a w Afryce – 50%.
Nie jest łatwa ocena skali analfabetyzmu wtórnego oraz funkcjonalnego (czyli niemożności zrozumienia i wykorzystania drukowanych informacji oraz przedstawień graficznych, tj. ikon, wykresów, diagramów), czyli praktycznej niezdolności posługiwania się słowem pisanym: braku zrozumienia treści najprostszych instrukcji, braku umiejętności wypełnienia najprostszych formularzy. Podobnie jest z analfabetyzmem matematycznym, czyniącym ludzi niezdolnymi do sprawdzenia rachunku w kasie sklepowej, nie mówiąc o obliczeniu podatków. Badanie tych zagadnień daje czasem bardzo różne wyniki, w zależności od przyjętych kryteriów. Odsetek ten nawet w bogatych krajach może sięgać 50 i więcej procent.
Jakkolwiek zwalczanie analfabetyzmu pierwotnego udaje się metodami stosunkowo prostymi (choć dla biednych krajów nawet one bywają zbyt kosztowne) – przez zapewnienie wszystkim dzieciom podstawowej edukacji, tak zjawisko pojawiania się analfabetyzmu wtórnego jest znacznie trudniejsze do opanowania i wiązać się musi z upowszechnieniem czytelnictwa wśród ogółu ludności – zachęcania do korzystania z bibliotek, księgarni, prasy, Internetu.

## Analfabetyzm na ziemiach polskich
W średniowiecznej Polsce, podobnie jak w innych krajach Europy, analfabetyzm obejmował przytłaczającą większość ludności. Pisać i czytać potrafili jedynie przedstawiciele duchowieństwa, urzędnicy dworscy i Żydzi. Pierwszym władcą Polski potrafiącym czytać i pisać był Mieszko II, a ostatnim nieposiadającym tej umiejętności Kazimierz Jagiellończyk.
W Rzeczypospolitej Obojga Narodów analfabetami w połowie XVIII w. było jeszcze ponad 90% społeczeństwa. Nieznaczna poprawa nastąpiła w okresie zaborów. W Królestwie Polskim i w Galicji około 1870 r. analfabeci stanowili około 80% ogółu ludności, a w zaborze pruskim już tylko 30%.
W 1914 r. na ziemiach polskich było: 57% analfabetów w zaborze rosyjskim, 40% w Galicji i 5% w zaborze pruskim, co łącznie dla terenu powojennej II RP dawało ok. 41%. 7 lutego 1919 Józef Piłsudski wprowadził dekret o obowiązku szkolnym dla dzieci od 7 do 14 roku życia, co wpłynęło na spadek analfabetyzmu w kolejnych latach. Według spisów ludności w Polsce w 1921 r. było 33,1% analfabetów, w 1931 – 23,1%, w późniejszych latach do 1939 spisy ludności nie były przeprowadzane, zgodnie z szacunkami w 1939 analfabetyzm wynosił ok. 15%.
Analfabeci według wyznań w 1931 w II Rzeczypospolitej:
- ewangelickie – 9,9%
- mojżeszowe – 15,4%
- rzymskokatolickie – 17,2%
- greckokatolickie – 38,5%
- prawosławne – 52,5%[6].

W czasie II wojny światowej na Ukrainie wchodzącej przed wojną w skład II Rzeczypospolitej i ZSRR, chłopi którzy przyznawali się reżimowi okupacyjnemu III Rzeszy, że potrafią czytać i pisać, byli narażeni na karę śmierci jako intelektualiści.
Planową akcję likwidacji analfabetyzmu w Polsce przeprowadził w latach 1949–1952 rząd Polski Ludowej. Pierwsze próby podjęto już w 1945 r. Departament Oświaty i Kultury Dorosłych Ministerstwa Oświaty opracował projekt dekretu o obowiązkowym nauczaniu analfabetów. Jednak dopiero ustawa z 7 kwietnia 1949 r. wprowadziła obowiązek bezpłatnej nauki dla analfabetów i półanalfabetów od 14. do 50. roku życia. Na Ludowe Wojsko Polskie również nałożono obowiązek nauczania żołnierzy odbywających służbę wojskową. Świadectwa ukończenia kursu otrzymało 618 298 osób, co stanowiło 4,6% ogółu Polaków w grupie wiekowej od 14 do 50 lat, lecz w grupie wiekowej powyżej 50 lat nadal znajdowało się 1,06 mln analfabetów i półanalfabetów, stanowili oni ok. 21% tej grupy. W 1952 r. Sejm uchwalił zakończenie akcji.
W późniejszych latach PRL analfabetyzm nadal występował, w 1960 roku stanowił 2,7%.
W 1958 r. rozpoczęto likwidację wtórnego analfabetyzmu, który stał się zjawiskiem marginalnym i wynosił w 1978 – 0,9%.